# Dritte Französische Republik
Als Dritte Französische Republik (französisch Troisième République française) bezeichnet man den französischen Staat zwischen 1870 und 1940. Der offizielle Staatsname war République française.

## Allgemeines

### Gründungsphase
Die Niederlage in der Schlacht von Sedan im Deutsch-Französischen Krieg von 1870/71 und die damit verbundene Gefangennahme Kaiser Napoléons III. führte am 4. September 1870 in Paris zur Ausrufung einer „temporären“ Republik. Nach dem Waffenstillstand mit Deutschland wurde im Februar 1871 eine verfassunggebende Nationalversammlung gewählt, in der Monarchisten eine deutliche Mehrheit hatten. Diese waren jedoch in drei Lager gespalten, die jeweils eine andere Dynastie zurück auf den Thron bringen wollten: Legitimisten (Anhänger des bis zur Julirevolution 1830 regierenden Hauses Bourbon), Orléanisten (in der Tradition des „Bürgerkönigs“ Louis-Philippe) und Bonapartisten. Überzeugte Republikaner stellten weniger als ein Viertel der Abgeordneten. Der zum provisorischen Staatsoberhaupt gewählte Liberale Adolphe Thiers (von Februar bis August 1871 Chef der Exekutivgewalt, dann bis 1873 erster Präsident der Republik) versprach, die Frage der Staatsform zunächst offen zu lassen.
Nach der blutigen Niederschlagung der Pariser Kommune im Mai 1871 war die Wiedereinführung einer konstitutionellen Monarchie geplant. Schließlich einigten sich Legitimisten und Orléanisten darauf, Henri d’Artois, dem Grafen von Chambord, die Thronfolge anzutragen. Dieser lehnte jedoch ab, sich auf die noch zu schaffende Verfassung und die Trikolore zu verpflichten. Von 1873 bis 1879 war Marschall Patrice de Mac-Mahon, ein Legitimist und ausgesprochener Gegner der Republik, Staatspräsident. Die Assemblée Nationale (Nationalversammlung) nahm sich gut vier Jahre Zeit, um Verfassungsgesetze zu beschließen (siehe Abschnitt ‚Institutionen‘).
Die Verfassung schuf eine Legislative mit Zwei-Kammer-Parlament (Abgeordnetenkammer und Senat), das gemeinsam als Nationalversammlung einen Präsidenten mit starker Stellung gegenüber der Regierung auf sieben Jahre wählte. Die Stellung des Präsidenten war nicht ganz so stark wie später in der gaullistischen Konzeption für die Fünfte Republik. Der Ministerpräsident war abhängig von der Mehrheit in der Abgeordnetenkammer; die Kabinette wechselten recht häufig.
Außenpolitisch hatte es der neue Staat zunächst schwer. Der Kanzler des Deutschen Reiches, Otto von Bismarck, sorgte bis 1890 mit seiner Bündnispolitik für eine außenpolitische Isolierung Frankreichs, das als einzige große Republik in Europa mit dem Misstrauen der monarchischen Mächte zu rechnen hatte.
Weil Elsaß-Lothringen nach dem Deutsch-Französischen Krieg an Deutschland gefallen war, lag die Grenze zwischen Deutschland und Frankreich nun westlicher als zuvor. Im Jahr 1874 begannen die Franzosen mit dem Bau der Barrière de fer („Eiserne Sperre“), die aus zahlreichen Festungen, Forts und anderen Verteidigungsbauwerken bestand. In der Dritten Republik war der Revanchismus weit verbreitet; viele Politiker waren zu finanziellen und militärischen Anstrengungen für die Rückeroberung Elsaß-Lothringens bereit.

### Boulangismus, Dreyfus-Affäre und „radikale“ Republik
Ab 1876 hatten die Republikaner die parlamentarische Mehrheit, nach den Wahlen 1881 sogar eine Zwei-Drittel-Mehrheit. Sie zwangen den royalistischen Staatspräsidenten Mac-Mahon 1879 zum Rücktritt und schrieben die zunächst nur provisorische Republik 1883 dauerhaft als Staatsform fest.
Das politische Spektrum der Dritten Republik hatte die Tendenz, immer weiter nach links zu rücken, wofür Albert Thibaudet den Begriff Sinistrisme prägte. Die verschiedenen monarchistischen Strömungen, die in der Nationalversammlung 1871 noch eine deutliche Mehrheit hatten, verloren sukzessive an Bedeutung. Die Anhänger der Republik spalteten sich in moderate (oder „opportunistische“) und radikale (oder „unnachgiebige“) Republikaner. Wer 1871 noch ganz links stand, weil er für die republikanische Staatsform eintrat, konnte später schon als konservativ gelten. Ab den 1890er-Jahren gewannen auch die Sozialisten parlamentarische Bedeutung.
Ende der 1880er-Jahre hatte die Bewegung des Boulangismus, d. h. die Anhänger des als „General Revanche“ bekannten Kriegsministers Georges Boulanger große Popularität. Dieser schlossen sich Monarchisten, Katholiken, Antisemiten, aber auch radikale Republikaner und Sozialisten an. Die Affäre um den zu Unrecht wegen Landesverrats verurteilten jüdischen Hauptmann Alfred Dreyfus spaltete die französische Öffentlichkeit (und auch das republikanische Lager) von 1894 bis zu seinem endgültigen Freispruch 1906. Im Februar 1899 scheiterte ein Putschversuch der nationalistisch-antisemitischen Ligue des Patriotes unter Paul Déroulède.
Innenpolitisch kämpften die radikalen Republikaner besonders darum, den Einfluss der katholischen Kirche zurückzudrängen (Näheres unter Römisch-katholische Kirche in Frankreich#19. Jahrhundert). Das führte zu einem rigorosen Laizismus – der bis heute zum französischen Selbstverständnis gehört – und zum Ausbau des staatlichen Schulsystems. 1905 wurde als eine Konsequenz aus der Dreyfus-Affäre das Gesetz zur Trennung von Kirche und Staat angenommen. Es schreibt eine starke Trennung zwischen Staat und religiösen Institutionen (französisch la laïcité) vor.

### Erster Weltkrieg
Sein Militärbündnis mit Russland führte Frankreich im August 1914 in den Ersten Weltkrieg. Frankreich verfolgte als alliierte Macht in der Triple Entente unter anderem das Ziel, sich für die „Schmach von 1870/71“ zu revanchieren. Dass Elsass und Lothringen wieder zu Frankreich kommen sollten, war politischer Konsens aller Parteien. Kurz nach dem Auseinanderbrechen der Zweiten Internationale fanden sich Ende August 1914 die Bürgerlichen und die sozialistische SFIO in der Union sacrée zusammen.
Deutsche Truppen besetzten bis zur Schlacht an der Marne einen beträchtlichen Teil des wirtschaftlich bedeutenden Nordostens Frankreichs. Erhebliche Zerstörungen waren die Folge und zahlreiche Bewohner flüchteten. Die Regierung (unter Staatspräsident Raymond Poincaré) verlegte ihren Sitz von Anfang September bis Dezember 1914 nach Bordeaux.
Im Kriegsverlauf an der Westfront erlitt die französische Armee bei mehreren erfolglosen Versuchen, die deutsche Front zu durchbrechen, erhebliche Verluste. Zu einem Symbol wurde die verlustreiche Verteidigung von Verdun 1916. Im Frühjahr 1917 kam es nach einer weiteren erfolglosen Offensive an der Aisne verbreitet zu Meutereien. Am 6. April 1917 traten die USA in den Krieg ein. Im November 1917 wurde Georges Clemenceau zum Ministerpräsidenten gewählt. Im November 1918 beendete der Waffenstillstand von Compiègne (1918) den Krieg. Von den fast 8,1 Millionen Franzosen im Kriegsdienst waren zwischen 1,3 und 1,5 Millionen (16 bis 18,5 Prozent) gefallen.
Frankreich diktierte als Siegermacht den geschlagenen Mittelmächten in den Pariser Vorortverträgen harte Friedensbedingungen. Elsass-Lothringen kam wieder zu Frankreich. Ökonomisch gesehen war Frankreich einer der großen Verlierer, da es massive Verwüstungen erlitten und sich hoch verschuldet hatte. Die Kriegsanleihen betrugen 5 Mrd. Francs, Anleihen in Höhe von 15 Mrd. Francs an Russland und das Osmanische Reich waren verloren.

### Zwischenkriegszeit
Nach dem gewonnenen Krieg ging die Sorge um, Frankreich würde mit seinen empfindlichen demographischen Verlusten dem Versuch einer deutschen Revanche geschwächt gegenüberstehen. Tatsächlich wurden die Bevölkerungsverluste in den folgenden Jahren aber durch Einwanderung, die nach der Überwindung der Nachkriegsdepression liberal gehandhabt wurde, mehr als ausgeglichen: Fast zwei Millionen Menschen wanderten in der Zwischenkriegszeit nach Frankreich ein.
Bei den Wahlen zur Abgeordnetenkammer im November 1919 verlor das Kabinett Clemenceau seine Mehrheit. Ein „Nationaler Block“ (Bloc national), geeint in seiner Politik der Härte gegenüber Deutschland, bildete die Regierung und regierte bis 1924. Wichtige außenpolitische Themen waren die deutschen Reparationszahlungen und der Aufbau eines Cordon sanitaire zwischen Deutschland und Sowjetrussland. Im Zuge seiner Politik der „Sicherheit am Rhein“ betrieb Ministerpräsident Poincaré 1923 die Ruhrbesetzung, die schließlich in den Dawes-Plan mündete. Im Mai 1924 gewann der Radikalsozialist Édouard Herriot mit einem Bündnis linker Parteien, dem Cartel des gauches, die Wahlen, weshalb Poincarés Politik als gescheitert bezeichnet wird. Andere Historiker weisen darauf hin, dass Frankreich nun erstmals regelmäßige Reparationseinnahmen erhielt, weshalb Poincarés Bilanz durchaus nicht gänzlich negativ sei.
Von 1924 an wurde die schleichende Inflation des Franc als krisenhaft empfunden, die auf die Kriegsfinanzierung der Jahre 1914 bis 1918 zurückzuführen war. Die Regierung Herriot scheiterte an der Stabilisierung der Währung, die erst 1926 der konservativen Regierung Poincarés gelang, der als Premierminister und Finanzminister in einer Person eine harte Austeritätspolitik durchsetzte. Im Oktober 1925 kam es im Rahmen von Verhandlungen in Locarno zu einer deutsch-französischen Annäherung (siehe Verträge von Locarno). Für Frankreich nahm Aristide Briand teil (er war 1925 bis 1929 Außenminister in 14 aufeinanderfolgenden Regierungen), für Deutschland Gustav Stresemann.
Die folgenden Jahre waren Krisenjahre mit schnell wechselnden Regierungen. Ab 1931 litt Frankreich unter der Weltwirtschaftskrise, die in Frankreich weniger stark ausgeprägt war als etwa in Deutschland, dafür aber länger andauerte. Am 6. Februar 1934 beteiligte sich die faschistische Bewegung Croix de Feu an einer antiparlamentarischen Straßenschlacht, danach trat Édouard Daladier zurück.
Gaston Doumergue, Präsident der Jahre 1924 bis 1931, bildete eine „Regierung der nationalen Einheit“ (französisch Union Nationale), die ohne Zustimmung der Kommunisten und Sozialisten auskommen musste. Im Frühjahr 1936 wurden die Parlamentswahlen von der neu gebildeten Front populaire aus Sozialisten, Kommunisten und Radikalsozialisten mit der Parole „Brot, Frieden, Freiheit“ gewonnen. Der Sozialist Léon Blum wurde Juni 1936 bis Juni 1937 und im März/April 1938 Ministerpräsident. Beim ersten Mal wurde Camille Chautemps sein Nachfolger, beim zweiten Mal Édouard Daladier (10. April 1938 bis 21. März 1940). Die Volksfront verfolgte konsequent das Prinzip der Nichteinmischung in den Spanischen Bürgerkrieg und der „kollektiven Sicherheit“. Gegenüber dem NS-Staat praktizierte sie eine Appeasement-Politik.

### 1939/40
Das Deutsche Reich begann am Morgen des 1. September 1939 den Überfall auf Polen; Frankreich reagierte zusammen mit Großbritannien am 3. September mit der Kriegserklärung.
Frankreich war zu Beginn des Zweiten Weltkrieges militärisch relativ unvorbereitet: In seiner Strategie war es bisher davon ausgegangen, einen deutschen Angriff mit der Maginot-Linie aufzuhalten und dann mit Hilfe der Verbündeten im Osten das Deutsche Reich in einen Zweifrontenkrieg zu verwickeln. Nun stand die Tschechoslowakei als Verbündeter nicht mehr zur Verfügung, und Polen brauchte selber Hilfe. Dazu hätte es einer offensiven Ausrichtung der Streitkräfte bedurft, für die der Panzeroffizier Charles de Gaulle seit 1934 geworben hatte. Vergeblich, Frankreich blieb bei seiner Defensivstrategie und war daher militärisch nicht in der Lage, dem Verbündeten mit einem Offensivstoß über den Rhein zu Hilfe zu kommen.
Die französische Armee blieb daher bis zur deutschen Besetzung Belgiens am 10. Mai 1940 in der Defensive („Sitzkrieg“) und überschätzte ihre ab etwa 1930 gebaute Maginot-Linie, ein aus einer Linie von Festungswerken bestehendes Verteidigungssystem.

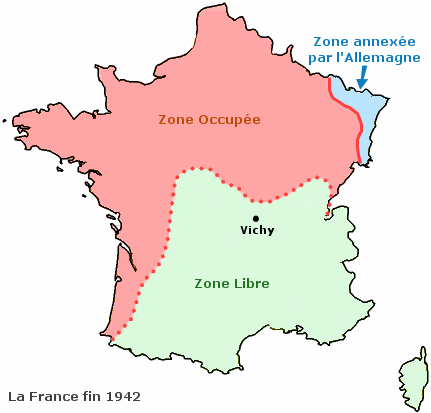
Besetztes Frankreich und Vichy-Regime

Am 10. Mai 1940 begann die Wehrmacht den Westfeldzug mit einem Angriff auf die neutralen Staaten Niederlande, Belgien und Luxemburg. Die Niederlande kapitulierten am 14. Mai; Belgien am 28. Mai. Teile der französischen Armee und die British Expeditionary Force (BEF) rückten in Belgien vor. Sie wurden vom Sichelschnittplan der Deutschen überrascht; die BEF wurde in Dünkirchen eingekesselt und konnte (aber nur unter Zurücklassung der meisten Ausrüstung) in der Operation Dynamo zu großen Teilen gerettet werden. Am 5. Juni begann die Wehrmacht im Zuge des Angriffs auf Frankreich mit der abschließenden Offensive; der französische Widerstand ließ schnell nach. Am 14. Juni 1940 besetzten deutsche Truppen Paris; die französischen Truppen waren vorher abgezogen und Paris offene Stadt. Eine völlige Niederlage der französischen Armee zeichnete sich ab. Nach dem Rücktritt des Ministerpräsidenten Paul Reynaud beauftragte Staatspräsident Albert Lebrun am 16. Juni 1940 Marschall Pétain mit der Regierungsbildung und mit Waffenstillstandsverhandlungen. Hitler konnte den Besiegten die Bedingungen diktieren; der Waffenstillstand von Compiègne (22. Juni 1940) war de facto eine Kapitulation gegenüber dem Deutschen Reich.
Etwa sechs Zehntel Frankreichs (Zone occupée) kamen unter deutsche Besatzung (siehe Karte). Philippe Pétain gründete am 11. Juli 1940 in Vichy den État français (französisch für Französischer Staat). Am Tag zuvor hatte die in Vichy versammelte Nationalversammlung ihn mit dem Verfassungsgesetz vom 10. Juli 1940 dazu bevollmächtigt. Damit endete die Dritte Republik.

## Institutionen
1875 waren drei Verfassungsgesetze angenommen (Verfassungsgesetz über die Organisation der französischen Staatsgewalt, Verfassungsgesetz über die Organisation des Senates, Verfassungsgesetz über die Beziehungen der französischen Staatsgewalten untereinander), es galt also keine einheitliche Verfassung im eigentlichen Sinne.
Die Legislative wurde in zwei Kammern geteilt, die zusammen ein Parlament (Assemblée Nationale) bildeten (siehe Zweikammersystem). Die Chambre des Députés, die Abgeordnetenkammer mit mehr als 600 Abgeordneten, wurde durch ein Allgemeinwahlrecht gewählt. Der Senat (300 Senatoren, gewählt für neun Jahre) wurde alle drei Jahre in einem Drittel neu gewählt. Die Mitglieder des Senats wurden von den Wahlkomitees (collèges électoraux) der Départements oder der Dorfgemeinschaften gewählt.
Das Haupt der Exekutive war der für sieben Jahre durch die Assemblée Nationale gewählte Präsident (Président de la République). Er hatte selbst keine Haftbarkeit und alle seine Aktivitäten mussten von einem Minister beglaubigt werden. Seine einzige Macht war zu entscheiden, wer ein neues Kabinett bilden sollte. Die Regierung war verantwortlich gegenüber dem Abgeordnetenhaus und dem Senat.

## Präsidenten der III. Republik
- Adolphe Thiers, 1871–1873
- Patrice de Mac-Mahon, 1873–1879
- Jules Grévy, 1879–1887
- Marie François Sadi Carnot, 1887–1894
- Jean Casimir-Perier, 1894–1895
- Félix Faure, 1895–1899
- Émile Loubet, 1899–1906
- Armand Fallières, 1906–1913
- Raymond Poincaré, 1913–1920
- Paul Deschanel, Februar 1920–September 1920
- Alexandre Millerand, 1920–1924
- Gaston Doumergue, 1924–1931
- Paul Doumer, 1931–1932
- Albert Lebrun, 1932–1940

## Krisen in der III. Republik

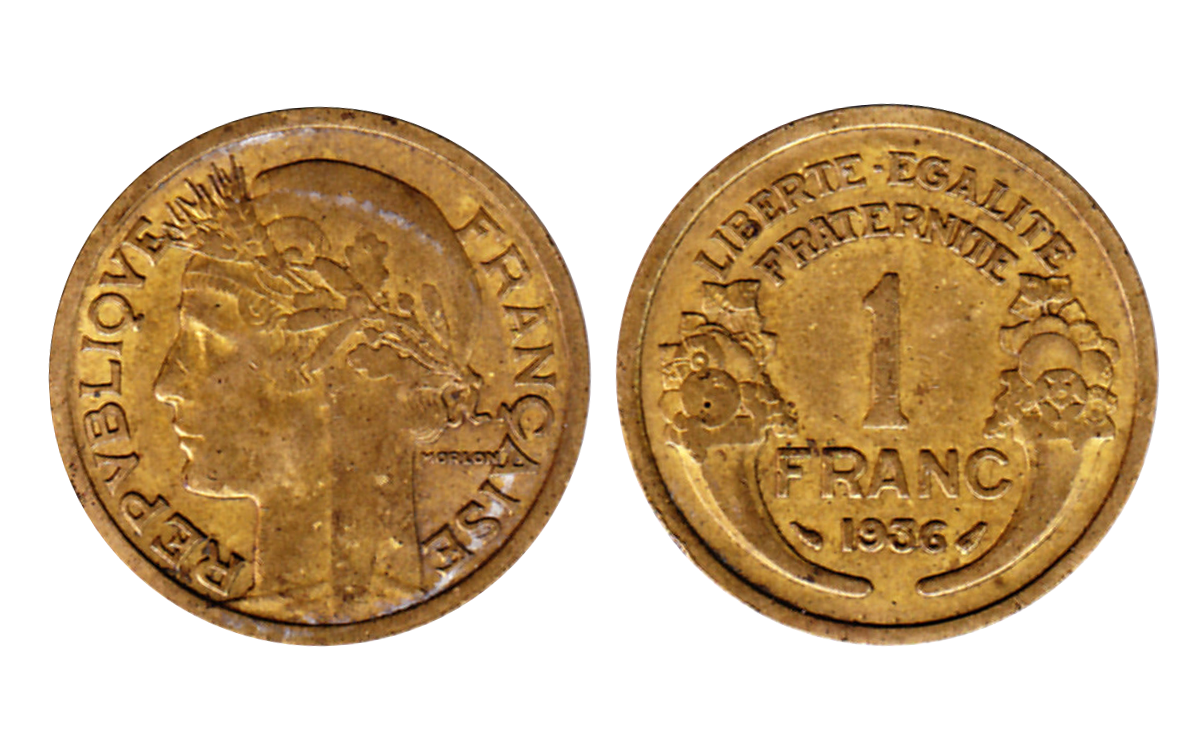
Münze aus der Zeit der Dritten Republik (1936). Der Ährenkranz und die Füllhörner sollen Wohlstand und Überfluss vermitteln.

Die III. Republik war gekennzeichnet von einer Reihe von Konflikten, Krisen und Skandalen. So schien 1889 ein Putsch durch General Georges Boulanger zu drohen, der sich später erschoss. Im gleichen Jahr erschütterte der Panamaskandal die Republik und in den 1890er-Jahren führte die Dreyfus-Affäre erst an den Rand eines Krieges mit Deutschland und dann an den Rand eines Bürgerkrieges zwischen Nationalisten – die eine Revision des Hochverratsurteils gegen Alfred Dreyfus als Angriff gegen die französische Armee ansahen – und Republikanern. Als eine Konsequenz aus der Dreyfus-Affäre wurde 1905 das Gesetz zur Trennung von Kirche und Staat angenommen, wodurch die vollkommene Trennung zwischen Staat und religiösen Institutionen – französisch la laïcité, deutsch Laizismus – in der französischen Verfassung verankert wurde. In der Faschoda-Krise von 1898 kollidierten die kolonialen Ansprüche von Frankreich und Großbritannien; ein militärischer Konflikt beider Staaten in Afrika (und anschließend möglicherweise in Europa) konnte befürchtet werden.
Es folgten die Marokkokrisen (1905/06 und 1911), der Erste Weltkrieg, die Weltwirtschaftskrise (ab 1929), die inneren Konflikte im Zusammenhang mit der Volksfrontregierung der 1930er-Jahre und das Ende der Republik im Zweiten Weltkrieg.
Hinsichtlich der Zahl seiner Regierungen war Frankreich wesentlich instabiler als Deutschland oder Großbritannien. Vom Ende des Ersten Weltkriegs bis zum Ende der Dritten Republik 1940 gab es siebenundzwanzig französische Kabinette, in Deutschland vierzehn, in England sieben.